# 신진주
신진주(1994년 3월 10일 ~ )는 대한민국의 가수다. 2018년 싱글 앨범 [꽃 잎]으로 데뷔했다.

## 방송
- Ca Si Giau Mat (2016) - MIU LE 편 우승
- giai đieu chung đoi (2018) - 4위
- 수상한 검증단 : 가봐야 알지 (2019)
- 트롯 전국체전 (2020) - Top87